# Sociedade em rede
Sociedade em rede é um conceito dentro da sociologia para designar uma sociedade organizada a partir de um sistema comunicacional mediado por tecnologias.
Sendo sociedade um conceito definido como um "sistema de interações humanas culturalmente padronizadas" e o termo rede como um “conjunto de coisas interligadas”, logo, essa expressão pode ser entendida como um fenômeno promovido a longo prazo, representado por redes tecnológicas de informação e comunicação que promovem um sistema de interações humanas baseadas em um ciberespaço.  As interações dessa sociedade acontecem dentro de um ambiente virtual, ocasionando um imediatismo e facilitação das interações. 
O termo foi cunhado pelo professor de Sociologia e Ciências da Natureza holandês Jan Van Dijck, em sua obra The Network Society publicada originalmente em 1991 e mais tarde remodelado, em 1996, pelo sociólogo espanhol Manuel Castells na obra The Rise of the Network Society. 

## Contexto histórico
É possível observar a formação de uma rede a partir do momento de sedentarização do homem, que possibilitou a dominação de determinado espaço e como consequência o surgimento das primeiras sociedades. Um segundo ponto primordial para a expansão global das relações foram as Grandes Navegações, iniciadas ao longo do século XV, viabilizando um início de internacionalização de relações sociais, econômicas, políticas, religiosas e culturais. A utilização de um meio de transporte para promover essa expansão das relações ocasionou uma rede que tem como finalidade propor uma maior integração de espaços de um lugar do globo, podendo-se considerar esse fenômeno o começo do que vêm a ser o processo de globalização.
Mais adiante temos o que vêm a ser fundamental para a constituição da sociedade em rede, as revoluções industriais. A primeira ocorre na Inglaterra e foi uma revolução técnica muito ligada a questão do trabalho, a partir da segunda houve uma expansão da revolução técnico-científica para mais países e mercados, além da implementação do conhecimento científico nas sociedades fordistas, que tinham como objetivo uma produção em larga escala. Já na terceira, fala-se de uma revolução técnico-científica-informacional, que foi de extrema importância pois fundado nisso tem-se a concretização do fenômeno da globalização, com as redes se estruturando sob de tecnologias cada vez mais avançadas e se disseminando pelo globo.
Sendo assim, a convergência de fatores políticos, econômicos e sociais fundidos com as novas tecnologias de comunicação e informação, promove a elevação da sociedade pós-industrial em sociedade em rede contemporânea. Posto isso, está a sociedade mediada pela tecnologia no que diz respeito ao advento dos computadores permite a produção do efeito de arquitetura em rede.

## Jan Van Dijk
Jan Van Dijk é um professor de sociologia e ciências da natureza holandês nascido em 1952, famoso por ser o pioneiro ao cunhar a expressão “sociedade em rede”, a introduzindo como um novo conceito em sua obra “The Network Society” (Sociedade em Rede), que se expressa como uma coletividade com níveis de modelo sócio estrutural (social, organizacional e individual) formados a partir de uma combinação de redes sociais e de mídia, sendo a comunicação pessoal e de rede suportada por uma tecnologia digital. Para ele, essa sociedade em rede é o novo sistema central da sociedade, pois os indivíduos estão constantemente conectados uns aos outros dentro do meio digital. 
Seu livro, publicado, originalmente, em 1990 reflete o contexto da popularização da tecnologia e seus impactos, também nomeia esse fenômeno como uma “revolução digital”. Dentre esses efeitos ele destaca os desafios que serão trazidos em relação a mudança da concepção de privacidade, espaço e tempo. 
O autor também desenvolve a ideia de que a sociedade em massa antecede a sociedade em rede, uma vez que a primeira consiste em uma organização social introduzida em um modelo de produção e consumo em larga escala, que condicionava a organização social a todos os níveis baseada em grupos de diferentes filiações e tamanhos, e consequentemente, com o advento da tecnologia e a diversidade de meios de interação proporcionadas por ela, a unidade básica de funcionamento da sociedade passou a ser a própria rede, que individualizou a sociedade. Sendo assim, a partir de sua análise sobre os mass media tradicionais compreende-se a função destes como segmentada pela urgência das tecnológicas de comunicação e informação vigentes. 
Simultaneamente, o pensamento de Jan Van Dijk sustenta-se no silogismo de que a forte presença da Internet no cotidiano das pessoas e nas suas mais variadas relações e compromissos, os torna cada vez mais dependentes dessas tecnologias, o que lhe causa um ceticismo no que diz respeito ao potencial do instrumento tecnológico, pois o professor não o considera como uma solução. 

## Manuel Castells
Manuel Castells é um sociólogo espanhol nascido em 1942 cuja obra mais conhecida é “Sociedade em Rede”. Ele foi o primeiro a usar esse termo e adequá-lo ao processo de globalização. Em seu livro, ele admite que a sociedade atual é organizada através de redes tecnológicas de base microeletrônica e alimentada por tecnologias de informação e comunicação digitais, que conectam o mundo. 
Além disso, Castells considera que a tecnologia é moldada pela sociedade, atendendo as necessidades básicas que ela demanda em um determinado período. E ao contrário de Jan Van Dijk, o sociólogo apresenta-se otimista sobre a potencialidade das tecnologias na atualidade, porém, considera a internet apenas um mecanismo de promoção para comunicação de alcance global, que não se dá de maneira uniforme e sofre constante influência de fatores culturais, políticos e econômicos de cada sociedade, além do desigual acesso à essa ferramenta, ou seja, a distribuição social de informação é diretamente afetada por essas tecnologias contemporâneas. Ademais, essa disseminação mundial das redes ao redor do mundo representa uma fonte primordial para a desigualdade social. 
Em sua teoria sobre o capitalismo informacional o autor critica as sociedades capitalistas no livro “A Sociedade em Rede” quanto à definição de o que possui ou não valor, cabe isso a aquele que detém o poder sobre a sociedade. Logo, aquelas que mantém um alcance global terá uma maior influência cultural, social, política, econômica e religiosa, utilizando como novo modo de produção a tecnologia de informação e alterando as condições de criação de valor sob aquelas que retém um menor alcance global. 
Paralelamente, para Castells, a Revolução da Tecnologia de Informação é responsável por causar um padrão de comportamento social próprio dessa tecnologia. É possível tomar como exemplo a nova divisão social do trabalho, onde tem-se a fragmentação do processo de produção originando diversos níveis de especialização. 
Essa nova forma de organização da sociedade vai interferir diretamente nas relações sociais e por consequência no mundo todo, uma vez que não existem fronteiras que impeçam a disseminação global da informação, o que Castells define como “governança transnacional”, porque a sociedade em rede em conjunto com a tecnologia de informação permite que os acontecimentos ao redor do mundo sejam notados em uma escala mundial. Logo, não existe mais um território onde a rede, a informação e a tecnologia informacional não possam ultrapassar o que o sociólogo considera uma “geopolítica variável”. 
Trançando um paralelo com Van Dijk, Castells cria um novo modo de comunicação denominado “auto-comunicação de massas”, em que o termo “massa” é utilizado por abranger toda a Internet com a possibilidade de chegar essas informações para todo o planeta e “autocomandada” porque geralmente é iniciada por indivíduos ou grupos sem a mediação do sistema como vemos nos blogs, vlogs, streaming e outras formas de interação, onde a comunicação de massas corresponde ao seu alcance iminentemente global e que é simultaneamente pessoal, na medida que é consumida, distribuída e produzida individualmente. Isso é possível conforme a capacidade dos computadores, ligados em rede, de permitir o processamento das informações no sistema social. Sendo assim é possível a comunicação dos cidadãos livre das restrições dos veículos de massa como TV, rádios e jornais. Isso é importante uma vez que a política é dependente do espaço público da comunicação e o processo político é transformado em função das condições da cultura da virtualidade real. Opiniões políticas e o comportamento político são formados no espaço da comunicação. 
O sociólogo observa, durante seu estudo entre os séculos XX e XXI, como o comportamento humano é influenciado pela tecnologia de informação, no que diz respeito a sua forma de relacionamento, comportamentos e principalmente o modo de produção capitalista contemporâneo. 

## Interações com a nova mídia
As novas mídias têm caráter computacional, alguns exemplos são animações, jogos, instalações interativas, sites e mundos virtuais. Elas são frequentemente contrastadas com as "velhas mídias", como televisão, rádio e impressos, embora os especialistas de comunicação e estudos de mídia tenham criticado distinções inflexíveis baseadas na velhice e novidade. Estas não incluem programas de televisão de transmissão analógica, longas-metragens, revistas ou livros a menos que contenham tecnologias que permitam processos interativos digitais. Wikipedia, uma enciclopédia online, é um exemplo de novas mídias, combinando texto digital e imagens acessíveis à Internet com links da web, participação criativa de colaboradores, feedback interativo de usuários e formação de uma comunidade participante de editores. Mídias sociais ou serviços de redes sociais, como Facebook e Twitter, também são exemplos de novas mídias.
A importância das novas mídias consiste no conceito de que novos métodos de comunicação no mundo digital permitem que grupos menores de pessoas se reúnam online e compartilhem, vendam e troquem bens e informações. Isso também permite que mais pessoas tenham voz em sua comunidade e no mundo em geral.
A característica estrutural mais importante das novas mídias é a integração das tecnologias de telecomunicações, a segunda é o surgimento da mídia interativa e a terceira característica é o código digital. As novas mídias são definidas pelas três características simultaneamente: “são mídias integradas e interativas e também usam código digital na virada dos séculos XX e XXI”.
A sociedade em rede é uma estrutura social baseada em redes operadas por tecnologias de informação e comunicação. Ela pode ser definida como uma formação social com uma infraestrutura de redes sociais e de mídia, permitindo seu principal modo de organização em todos os níveis individual, grupal, organizacional e social. 
As redes sociais são redes de agenciamento coletivo. Os papéis de emissor e receptor são abandonados, os sujeitos são autônomos e produtores de conteúdo. A instrumentalização via internet e redes dá novos rumos aos sentidos das relações interpessoais, permitindo o fortalecimento da sociabilidade em rede e a formação de comunidades. A grande força das redes sociais reside justamente nessa potência de agrupamento coletivo, produção de conteúdo próprio e espalhamento das informações.

## Sociedade em rede e o exercício da democracia
Autores como Marco Aurélio Nogueira  e Manuel Castells    afirmam que a sociedade em rede está diretamente relacionada a globalização. Constata-se que as distâncias vêm se encurtando devido à expansão dos meios de comunicação, assim que popularizados, transformaram a internet num direito básico e podem conectar seres humanos de qualquer parte do mundo. Nesse processo, o autor Rubens Ricupero (2008, p. 72) afirma que após a guerra fria surgiria uma ordem mundial multipolar, que integra diversas nações em torno de uma economia global, moldada pelas novas comunicações, com grande circulação no mercado financeiro, empresas transnacionais, blocos econômicos e mais recentemente ocorre a unificação monetária para além desses blocos com as criptomoedas. 
Com isso, na sociedade em rede o rápido acesso à informação têm se mostrado um meio ineficaz de obtenção de conhecimento. Os conceitos de informação e conhecimento são diferentes, pois o primeiro consiste em dados vindos de mentes humanas, repletas de preconceitos, enquanto o outro é algo consolidado, criticado, apurado e duradouro. Dessa maneira, atualmente, as mídias bombardeiam os internautas com informações, que não necessariamente se transformarão em conhecimento e serão de qualidade. 
Além disso, o controle sob as informações que transitam pela internet é muito difícil, isso é vantajoso para que as mídias independentes se desenvolvam, porém, traz riscos devido à disseminação de fake news. Esse tipo de notícia espalha manifestações antidemocráticas e negacionistas, o que já levou políticos simpatizantes dessas pautas ao poder e difundiu o uso de medicamentos inapropriados durante a pandemia. Com isso, a democracia e a sociedade do conhecimento são ameaçadas. 

## Tecnologia e mídia
No contexto da era da informação e da globalização, que se baseia na visão da economia interligada em escala mundial, as tecnologias como o microprocessador, a comunicação por satélite, a rede mundial de computadores e outras inovações tecnológicas estabeleceram novas regras comportamentais e uma série de mudanças sociais, culturais e políticas. Essas mudanças foram consequências da disponibilidade do amplo acesso ao fluxo de transmissão de conhecimento e informações que trafegam no espaço virtual de forma praticamente instantânea para qualquer lugar do mundo. 
Manuel Castells destaca a importância da sociedade em rede como instrumento de formação da opinião pública a influenciar os processos de decisão política uma vez que o fluxo de comunicação tem a capacidade de transformar o espaço público possibilitando que as pessoas ao receberem informações formem suas opiniões como receptores coletivos. Em suas palavras: “Uma característica central da sociedade em rede é a transformação da área da comunicação incluindo os media. A comunicação constitui o espaço público, ou seja, o espaço cognitivo em que as mentes das pessoas recebem informação e formam os seus pontos de vista através do processamento de sinais da sociedade no seu conjunto. Por outras palavras, enquanto a comunicação interpessoal é uma relação privada, formada pelos actores da interacção, os sistemas de comunicação mediáticos criam os relacionamentos entre instituições e organizações da sociedade e as pessoas no seu conjunto, não enquanto indivíduos, mas como receptores colectivos de informação, mesmo quando a informação final é processada por cada indivíduo de acordo com as suas próprias características pessoais. É por isso que a estrutura e a dinâmica da comunicação social é essencial na formação da consciência e da opinião, e a base do processo de decisão política”. 
Logo a autonomia das escolhas dos cidadãos decorre das diversas interações tecnológicas de mídias combinadas e interligadas para a formação da sua opinião, mas também depende da interligação entre as diversas mídias e do domínio individual das habilidades necessárias para interagir com as mídias de mediação. “As tecnologias de comunicação e informação na sociedade em rede não se substituem umas às outras, pelo contrário, criam ligações entre si. A televisão comunica-se com a internet, com os SMS ou com os telefones. Como também a internet oferece conectividade com todos os meios de comunicação de massa, telefones, e milhares de endereços e páginas pessoais e institucionais na web. Essa rede de tecnologia não é o mero produto de uma mera convergência tecnológica, mas sim de uma forma de organização social criada por quem delas faz uso”. 

## Impactos e consequências
A sociedade em rede representa uma comunidade extremamente conectada pela internet, que permite pessoas se comunicarem de qualquer lugar do mundo instantaneamente. Porém, já se constata que nem tudo que surgiu com essa integração foi benéfico para os direitos trabalhistas e a saúde mental das pessoas, hoje emerge a uberização da economia, que precariza a mão de obra devido à falta de vínculos empregatícios. Influenciadores, motoristas de aplicativo e entregadores hoje são empregados por algoritmos e inteligência artificial, não por seres humanos. Além disso, estudos apontam que as redes sociais podem impactar negativamente na saúde mental de seus usuários, pois a comparação e a competitividade que envolvem os internautas podem potencializar a ansiedade, depressão ou até transtornos alimentares. 

## Diferentes visões da sociedade de informação e sociedade em rede
A sociedade da informação  e a sociedade em rede são termos diretamente relacionados, na medida que ao notar-se o advento de uma sociedade interligada por meio de uma esfera digital, e dentro do contexto da globalização, isso promove uma maior distribuição de informações e conexão de pessoas dentro desse ambiente. O termo sociedade da informação tem seu advento a partir da década de 70, junto com a reestruturação do capitalismo, na qual notou-se uma evolução das tecnologias de informação e comunicação na sociedade, impactando na sua organização política, econômica e social. A partir disso, a informação passou a ser um produto de fácil acesso e compartilhamento, o que ocasionou um grande impacto nas relações sociais, alterando a relação entre os indivíduos e desses com a sociedade, ou seja, atuando tanto nos níveis micros sociais, como também nos macrossociais. 
Já a expressão “sociedade em rede”, corresponde a um termo mais recente, surgido a partir dos anos 1990, podendo ser diretamente relacionado à sociedade da informação. Verifica-se isso com o conceito formulado por Manuel Castells a respeito da “era da informação”, no qual é abordado sobre a conexão da sociedade por meio de redes digitais, e ao mesmo tempo observa-se um fluxo de informações por meio dessas redes capaz de conectar inúmeros indivíduos ao mesmo tempo. Sendo assim, a partir da aparição de uma sociedade em rede, cuja principal característica é a introdução das Tecnologias de Informação e Comunicação (TICs), verifica-se uma maior disseminação de informações que passa a tomar um importante lugar dentro das relações sociais, políticas e econômicas através dessas redes tecnológicas. 